# Rade Šerbedžija
Rade Šerbedžija (* 27. červenec 1946, Bunić) je chorvatský herec srbské národnosti, který se proslavil rolemi v anglickojazyčných produkcích, zejména ve filmech Harry Potter a Relikvie smrti – část 1 (Harry Potter and the Deathly Hallows: Part 1), X-Men: První třída (X-Men: First Class), Batman začíná (Batman Begins) a Mission: Impossible II. Vystudoval drama na Univerzitě v Záhřebu. Roku 1992, během jugoslávské války, emigroval do Spojených států, žije v Londýně. Největší uznání kritiků získal za roli v makedonském snímku Před deštěm (Pred Dozhdot) z roku 1994, z níž byl oceněn na filmovém festivalu v Benátkách.